# Foiridon à Morbac City
Le Cow-Boy Suisse – Roman de classe internationale
Foiridon à Morbac City est le 156e roman de la série « San-Antonio », écrit par Frédéric Dard sous le nom de plume de San-Antonio, publié en juin 1993  (ISBN 2265074462).
Il est sous-titré « Le Cow-Boy Suisse – Roman de classe internationale ».
Comme souvent dans les romans de Frédéric Dard, les chapitres ont un intitulé loufoque (« chapitre fumigène », « chapitre intransitif », « chapitre incalculable », « chapitre protéiforme », « chapitre farineux », etc.).

## Titre du roman
- Le terme « morbac » est un dérivé de « morbaque » qui, en argot, signifie « morpion ».

Dans le roman, Morbac City est une petite ville fictive de l'Utah où se rendent les Français menés par San-Antonio.
- Le terme « foiridon » est cité une fois dans le roman :

« Vous êtes dur à la détente, Martien ! Je vous répète que, dans la journée, tout le monde cuve sa cuite de la nuit ; mais vous allez voir ce soir, cette foiridon ! ».

## Personnages principaux
- Personnages récurrents
  - San-Antonio : héros et narrateur du roman, directeur de la police judiciaire de Paris.
  - Alexandre-Benoît Bérurier : inspecteur de police.
  - Félix Legorgeon : professeur de lettres classiques à la retraite.
  - César Pinaud : ami de San-Antonio et de Bérurier.

- Personnages propres à ce roman
  - Martine Fouzitout : Française ayant vécu aux États-Unis, récemment décédée.
  - Marquis de Lagrande-Bourrée : ami de Félix, il ne s'exprime que par des « cocoricos ».
  - Harold J.B. Chesterton-Levy : producteur de cinéma à Hollywood.
  - Le Cow-Boy suisse : habitant de Morbac City.
  - Angela : secrétaire-assistante de direction de Chesterton-Levy.
  - Raymond Machicoule : prêtre français à Los Angeles.
  - Roy (« Petit-Gibus ») : enfant.
  - Molly : cheffe d'entreprise.

## Résumé
Un an après d'autres aventures qui les avaient amenées à venir aux États-Unis (cf. Al Capote, juin 1992), San-Antonio est amené à y revenir.

### Mise en place de l'intrigue (Paris)
Chapitres 1 et 2.
San-Antonio et Bérurier se promènent dans la rue. Ils aperçoivent un homme qui repeint des graffitis (tags) avec de la peinture. Cet homme est le vieux professeur Félix, déjà croisé dans de précédentes aventures. Il est accompagné d'un homme, le marquis de Lagrande-Bourrée, qui ne parle pas mais qui pousse des « cocoricos » pour s'exprimer.
Dans la discussion qui s'ensuit, les policiers apprennent que Félix, environ 25 ans auparavant, avait eu une liaison sentimentale avec une jeune femme, Martine Fouzitout, qui est récemment décédée près de Los Angeles. Le notaire américain a écrit à Félix pour qu'il entre en possession de l'héritage, apparemment une petite maison.

### Enquête en Californie (Los Angeles)
Chapitres 3 à 6.
San-Antonio, Bérurier, Félix, Pinaud et Lagrande-Bourrée se rendent donc aux États-Unis. À Los Angeles (« L'Os en gelée »), ils rencontrent le père Machicoule qui connaissait bien Martine Fouzitout. La bonne du père Machicoule remet à San-Antonio une photo de Martine. Ils font aussi la rencontre d'un célèbre producteur d'Hollywood : Harold J.B. Chesterton-Levy. Ce dernier propose à Félx, Pinaud et Bérurier de les faites jouer dans un film pornographique qui pourrait avoir pour titre « Trois zobs dans une brouette ».
S'étant assis par mégarde sur une plante urticante, Bérurier est hospitalisé. La photo de Martine a été prise près du « banc des Amoureux » à Morbac City dans l'Utah.
Les Français rencontrent le notaire américain, James Smith, qui les amène jusqu'à la maison de Martine Fouzitout. Situé dans le quartier de Venice dans la banlieue chic de Los angeles, le logement est dans un triste état. San-Antonio remarque toutefois qu'il contient des dessins et toiles de peintres célèbres.
Le lendemain, le notaire James Smith se fait passer à tabac par deux inconnus. Puis c'est le père Machicoule et sa bonne qui sont retrouvés assassinés. Il semble que tous ceux qui connaissaient Martine aient de sérieux ennuis.

### Enquête en Utah (Morbac City)
Chapitres 7 à 11.
Les Français prennent l'avion et se rendent à Morbac City dans l’Utah. Ils y rencontrent un enfant prénommé Roy et surnommé « Petit-Gibus » ; cet enfant est très dégourdi pour son âge. Ils commencent leur enquête à Morbac City. Ils y rencontrent notamment le révérend Marty et son épouse Ivy.
La nuit suivante, une fête a lieu dans la petite ville, où tous les habitants d'enivrent complètement. Au cours de la nuit, San-Antonio ne tarde pas à avoir une liaison d'ordre sexuelle avec Ivy. Mais soudain deux hommes tentent d'assassiner San-Antonio, qui riposte à l'attaque. Interrogée par le policier, Ivy lui parle de Martine, qui rendait toujours visite, une fois par moi, à un homme vivant à l'égard et surnommé « le Cow-Boy suisse ». Pendant ce temps, Bérurier a une embrouille avec Ted-le-Rouge. Une bagarre a lieu ; Bérurier a le dessus.
Au petit matin, San-Antonio se rend dans le ranch du Cow-Boy suisse et y voit la voiture des deux hommes qui l'ont attaqué durant la nuit. Mais les deux hommes sont morts, et c'est le Cow-Boy suisse qui les a tués. San-Antonio propose à l'homme de l'aider à enterrer les deux truands ; le cow-boy accepte. Ils chargent les corps dans le pick-up et se rendent dans le désert. Par l’effet d'une ruse, le cow-boy abandonne San-Antonio en plein désert. Quelques heures après, il croise la route d'une femme, Molly, qui le ramène à Morbac City.

### Retour à Los Angeles, puis New York et Paris
Chapitres 12 à 20.

## Quelques citations
- Félix (professeur retraité) : « Je suis ligoté par ce quasi-dénuement que connaît chez nous le corps enseignant. Les gouvernements qui se succèdent en France sont tous convaincus qu'il convient d'être presque indigent pour transmettre son savoir, si bien que les pauvres bougres que nous sommes sont obligés de se faire députés ou syndicalistes pour pouvoir améliorer notre ordinaire et visiter des pays ! »[2].